# Vatertag (1955)
Vatertag ist ein deutscher Film von Hans Richter aus dem Jahr 1955.

## Handlung
Der Fahrlehrer Gustav Helbig ist mit sich zufrieden, denn er hat seinen bisher „schwersten Fall“, den Friseur Egon Kammerhahn, durch die Fahrprüfung gebracht. Frau Berta Helbig zeigt sich jedoch unzufrieden, will sie doch dringend in die Stadt, um wichtige Besorgungen zu erledigen. Dazu gehört auch ein Besuch im Hundepflegesalon von Thea und Paul Brause, die Hochkonjunktur haben, denn jeder dritte Einwohner des Städtchens besitzt einen Hund. Thea kümmert sich um die Schönheitspflege der Tiere, während ihr Mann diese dressiert. In der Ehe ist es genau umgekehrt, denn hier liegt Paul an der Leine.
Aber Paul gerät, ebenso wie seine Freunde vom Kegelverein Gustav Helbig, Adam Kugel, Franz Novotny, Herr von Streitwitz und Egon Kammerhahn, in einen schlimmen Verdacht. Ihre Frauen glauben nämlich, dass die Herren auf die schiefe Bahn geraten sind. Diese treffen sich regelmäßig nach den Kegelabenden im Stadttheater mit sechs attraktiven Tänzerinnen. Der Grund dafür ist aber sehr einfach. Die Kegelbrüder wollen aber am Himmelfahrtstag in der Nachbarstadt Heideborn an einem großen Tanzwettbewerb teilnehmen, dessen erster Preis ein kostenloser Wochenendaufenthalt für die Familie ist. Deshalb treffen sie sich mit den Tänzerinnen, um Tanzunterricht zu nehmen. Natürlich schaffen es die Frauen am Vatertag nach Heideborn zu kommen, um das Unwesen der Männer aufzudecken. Hier müssen sie aber beschämt erkennen, dass sie nahezu halbe Engel als Ehegefährten haben, die nur den ersten Preis gewinnen wollten und auch bekamen.

## Produktion
Der Film wurde im Atelier Hamburg-Wandsbek gedreht. Die Außenaufnahmen entstanden in Hamburg und Umgebung. Charles Nowa übernahm die musikalische Leitung, für die Bauten waren Mathias Matthies und Ellen Schmidt zuständig. Die Produktionsleitung lag in den Händen von Hans Wolff. Vatertag hatte am 6. Juli 1955 im Europa-Filmpalast in Frankfurt am Main Premiere.

## Kritik
Das Lexikon des internationalen Films bezeichnete den Film als einen anspruchslosen Unterhaltungsfilm ohne jeden Funken Humor, der sich in banalen Situationsgrotesken und Witzblattfiguren verliert.